# باشگاه فوتبال استقلال ساری
باشگاه فوتبال استقلال ساری یک باشگاه فوتبال ایرانی در شهر ساری است که در لیگ دسته دو ایران بازی می‌کرد و نهایتا در تابستان ۱۳۹۵ امتیاز آن پس بیش از یک دهه فعالیت به باشگاه پیام خراسان فروخته شد.
بعد از انصراف تیم استقلال ساری از فوتبال ، تیم فوتسال استقلال ساری تشکیل شد و تا سال ۱۳۹۷ فعالیت داشت و در سال ۱۳۹۷ برای همیشه تیم باشگاه فرهنگی ورزشی استقلال ساری منحل شد.

## بازیکنان برجسته
ابوالفضل جلالی
محسن کریمی

## عملکرد
تیم فوتبال استقلال ساری در فصل ۱۲-۲۰۱۱ لیگ دسته سوم در رده اول گروه ب قرار گرفت و به بازی فینال لیگ دسته سوم صعود کرد استقلال‌ساری در بازی فینال دو بر صفر از تیم پرسپولیس گناوه شکست خورد و عنوان نایب قهرمانی را کسب کرد و به لیگ دسته دوم صعودکرد.
استقلال ساری در فصل ۱۳-۲۰۱۲ لیگ دسته دوم درگروه ب  رده نهم از بین دوازده تیم قرار گرفت و در لیگ دو ماندگار شد.
استقلال ساری به دلیل مشکلات مالی امتیاز خودش را به تیم پیام خراسان واگذار کرد و این تیم پرطرفدار مازندرانی از تیمداری در فوتبال انصراف داد.

## تیم فوتسال استقلال ساری
تیم فوتسال بانوان استقلال ساری از سال ۱۳۸۵ تا سال ۱۳۹۹ در فوتسال بانوان فعالیت داشت و در لیگ برتر فوتسال زنان ایران هم شرکت داشت.
تیم فوتسال بانوان استقلال ساری در سالن سالن سید رسول حسینی بازی می کرد و اکثر بازی ها در صبح برگزار می شد
در سال ۱۳۹۹ به دلیل مشکلات مالی ، تیم فوتسال بانوان استقلال ساری همانند تیم فوتبال استقلال ساری منحل شدند و از فوتبال و فوتسال ایران حذف شدند و به تاریخ پیوستند.

## افتخارات
- نایب قهرمانی لیگ دسته سه فوتبال ایران